# Rezerwat przyrody Ďumbier

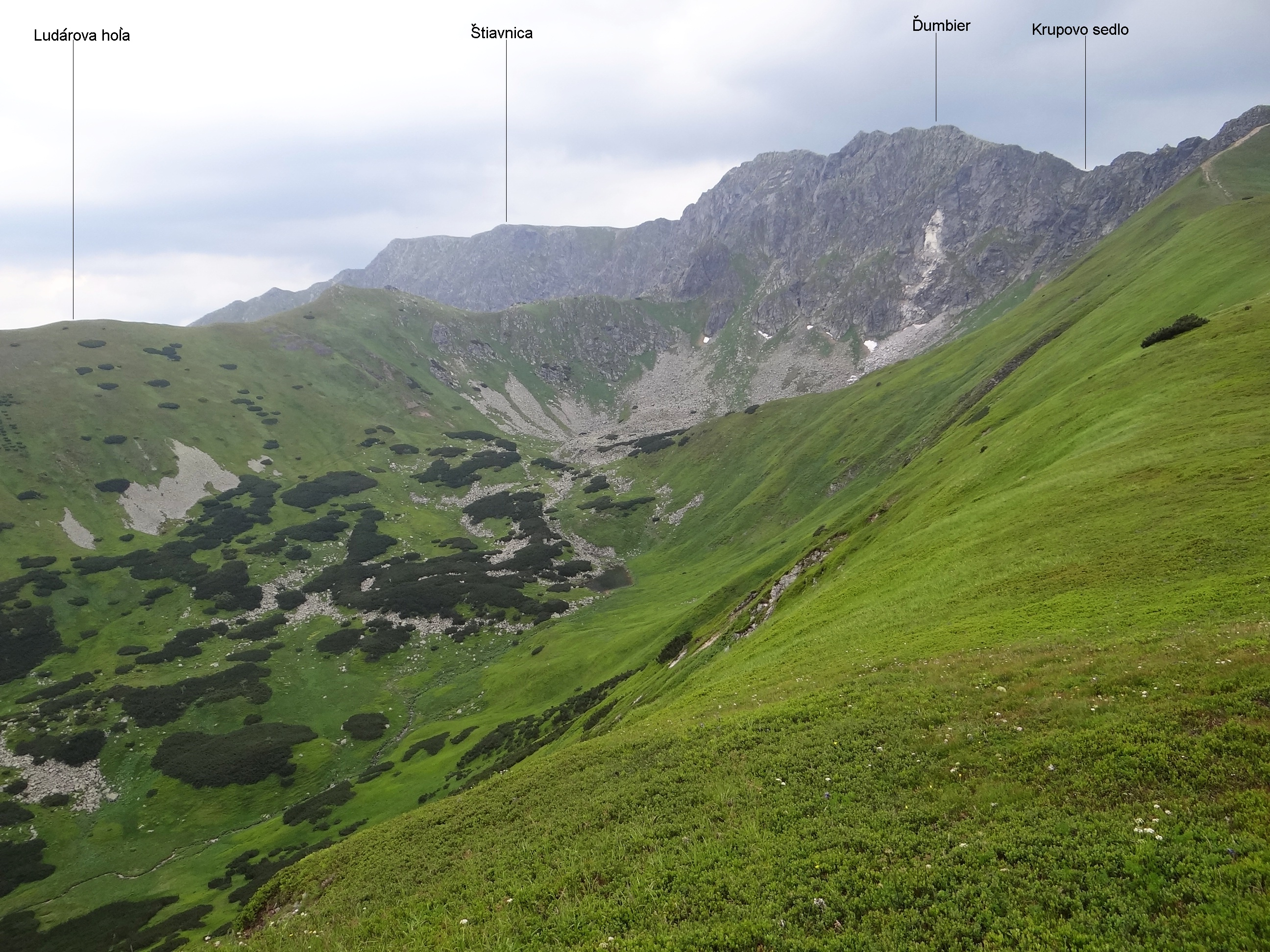
Górne piętro doliny potoku Bystrá pod Krúpovou hoľou

Rezerwat przyrody Ďumbier (słow. Národná prírodná rezervácia Ďumbier) – rezerwat przyrody na Słowacji, w centralnej części Niżnych Tatr, obejmujący najwyższy szczyt tej grupy górskiej, Dziumbier.

## Położenie
Rezerwat leży po północnej stronie głównego grzbietu Niżnych Tatr, w górnej części Doliny Jańskiej, w granicach katastralnych miejscowości Liptowski Jan w powiecie Liptowski Mikułasz. Obejmuje najwyższe fragmenty dolin potoków Bystrá, Ludárov potok i Štiavnica, sięgając na południu aż po główną grań Niżnych Tatr na odcinku od szczytu Krúpova hoľa (1922 m n.p.m.) na zachodzie po miejsce zwane Panská hoľa (1635 m n.p.m.) na wschodzie. Na zachodzie granica rezerwatu biegnie wzdłuż grzbietu Krúpova hoľa – przełęcz Javorie – Krakova hoľa, a na wschodzie wzdłuż grzbietu Panská hoľa – Bocianske sedlo – Rovná hoľa – Kráľov stôl (1580 m n.p.m.). Na północy tereny rezerwatu sięgają po grzbiet Krakova hoľa – Zadný vrch (1479 m n.p.m.), gdzie graniczą z rezerwatem Jánska dolina. Najniższy punkt rezerwatu (ok. 1100 m n.p.m.) leży w dolinie potoku Štiavnica, najwyższym jest szczyt Dziumbiera (2043 m n.p.m.). Powierzchnia rezerwatu wynosi 2043,76 ha.
Rezerwat leży w całości w granicach Parku Narodowego Niżne Tatry.

## Historia
Rezerwat został powołany rozporządzeniem nr 2769/1973-OP z 24 kwietnia 1973 r. Ministerstwa Kultury ówczesnej Słowackiej Republiki Socjalistycznej.

## Charakterystyka
Tereny rezerwatu obejmują najwyższe szczyty Niżnych Tatr: Dziumbier (2043 m n.p.m.) (graniczny) i Štiavnica (2025 m n.p.m.) wraz z ich północnymi zboczami. Opadają one skalnymi obrywami, pożłobionymi głębokimi żlebami, ku trzem kotłom polodowcowym. Jest to ten fragment Niżnych Tatr, w którym najwyraźniej zaznacza się alpejski charakter tych gór. Oprócz piętra halnego rezerwat chroni dobrze zachowane piętro subalpejskie z zaroślami kosodrzewiny, a niżej rozległe obszary leśne regla górnego. Zdecydowana większość obszaru rezerwatu obejmuje tereny na podłożu z tzw. granitu dziumbierskiego (w rzeczywistości są to granodioryty lub tonality), jedynie jego północny fragment (masyw Krakovej holi na północ od przełęczy Javorie) zbudowany jest z wapieni i dolomitów.
Głównymi gatunkami tworzącymi lasy rezerwatu są świerk, jodła, klon jawor i jarząb pospolity. W wyższych położeniach zachowały się fragmenty świerczyn o charakterze pierwotnym. Górna granica lasu przebiega na wysokości średnio 1450 m n.p.m. Wśród łanów kosodrzewiny, rosnącej w zależności od ekspozycji i warunków terenowych od 1400 do 1800 m n.p.m., występują takie gatunki jak goryczka kropkowana i zawilec narcyzowaty. W wilgotnych żlebach oraz na stromych skałach i trawiastych występach w polodowcowych kotłach znajdziemy takie rzadkie gatunki alpejskie, jak lepnica bezłodygowa, rzeżuszka alpejska, mniszek alpejski, przetacznik różyczkowaty, skalnica jastrzębcowata, ukwap karpacki, goryczka przezroczysta, pierwiosnek maleńki czy widłak alpejski. Jedynie na niewielkiej wyspie wapienia pod Dziumbierem rosną turzyca przydymiona, chaber alpejski, naradka tępolistna i endemiczna ostróżka tatrzańska.
Bogata jest również fauna rezerwatu, głównie owadów, mięczaków i ptaków. Z ssaków żyje tu świstak i niedźwiedź, często zachodzą kozice.

## Turystyka
Większość znakowanych szlaków turystycznych w rejonie rezerwatu biegnie wzdłuż jego granic. Przez teren rezerwatu biegnie niebiesko  znakowany szlak z doliny Štiavnicy do Schroniska gen. M. R. Štefánika, żółty  szlak trawersujący z Králički na Bocianske sedlo oraz kilka odcinków szlaków w rejonie przełęczy Javorie i Krakovej holi.